# Junior dos Santos
Júnior dos Santos Almeida, född 30 januari 1984 i Caçador, är en brasiliansk MMA-utövare som sedan 2008 tävlar i organisationen Ultimate Fighting Championship där han mellan november 2011 och december 2012 var mästare i tungvikt.

## Tävlingsfacit
| Resultat | Facit | Motståndare           | Metod                       | Evenemang                                | Datum             | Rond | Tid  | Plats                            | Notering                      |
| -------- | ----- | --------------------- | --------------------------- | ---------------------------------------- | ----------------- | ---- | ---- | -------------------------------- | ----------------------------- |
| Vinst    | 1–0   | Jailson Silva Santos  | KO (spark)                  | Demo Fight 1                             | 16 juli 2006      | 1    | 2:58 | Salvador, Brasilien              |                               |
| Vinst    | 2–0   | Eduardo Maiorino      | Submission (giljotin)       | Minotauro Fights 5                       | 9 december 2006   | 1    | 0:50 | São Bernardo do Campo, Brasilien |                               |
| Vinst    | 3–0   | Edson Ramos           | TKO (matchläkaren avbryter) | XFC: Brazil                              | 29 april 2007     | 1    | 8:46 | Rio de Janeiro, Brasilien        |                               |
| Vinst    | 4–0   | Joaquim Ferreira      | TKO (hörnan avbryter)       | XFC: Brazil                              | 29 april 2007     | 1    | 5:00 | Rio de Janeiro, Brasilien        |                               |
| Vinst    | 5–0   | Jair Gonçalves        | TKO (slag)                  | Mo Team League 2                         | 29 september 2007 | 1    | 2:52 | São Paulo, Brasilien             |                               |
| Förlust  | 5–1   | Joaquim Ferreira      | Submission (armbar)         | MTL: Final                               | 10 november 2007  | 1    | 1:13 | São Paulo, Brasilien             |                               |
| Vinst    | 6–1   | Gerônimo dos Santos   | TKO (matchläkaren avbryter) | Demo Fight 3                             | 24 maj 2008       | 1    | -    | Salvador, Brasilien              |                               |
| Vinst    | 7–1   | Fabrício Werdum       | TKO (slag)                  | UFC 90                                   | 25 oktober 2008   | 1    | 1:21 | Rosemont, IL, USA                | Debut i UFC.                  |
| Vinst    | 8–1   | Stefan Struve         | TKO (slag)                  | UFC 95                                   | 21 februari 2009  | 1    | 0:54 | London, England                  |                               |
| Vinst    | 9–1   | Mirko Filipović       | Submission (slag)           | UFC 103                                  | 19 september 2009 | 3    | 2:00 | Dallas, TX, USA                  |                               |
| Vinst    | 10–1  | Gilbert Yvel          | TKO (slag)                  | UFC 108                                  | 2 januari 2010    | 1    | 2:07 | Las Vegas, NV, USA               |                               |
| Vinst    | 11–1  | Gabriel Gonzaga       | TKO (slag)                  | UFC Live: Vera vs. Jones                 | 21 mars 2010      | 1    | 3:53 | Broomfield, CO, USA              |                               |
| Vinst    | 12–1  | Roy Nelson            | Domslut (enhälligt)         | UFC 117                                  | 7 augusti 2010    | 3    | 5:00 | Oakland, CA, USA                 |                               |
| Vinst    | 13–1  | Shane Carwin          | Domslut (enhälligt)         | UFC 131                                  | 11 juni 2011      | 3    | 5:00 | Vancouver, Kanada                |                               |
| Vinst    | 14–1  | Cain Velasquez        | KO (slag)                   | UFC on Fox: Velasquez vs. dos Santos     | 12 november 2011  | 1    | 1:04 | Anaheim, CA, USA                 | Blev UFC-mästare i tungvikt.  |
| Vinst    | 15–1  | Frank Mir             | TKO (slag)                  | UFC 146                                  | 26 maj 2012       | 2    | 3:04 | Las Vegas, NV, USA               | Försvarade titeln i tungvikt. |
| Förlust  | 15–2  | Cain Velasquez        | Domslut (enhälligt)         | UFC 155                                  | 29 december 2012  | 5    | 5:00 | Las Vegas, NV, USA               | Förlorade titeln i tungvikt.  |
| Vinst    | 16–2  | Mark Hunt             | KO (spark)                  | UFC 160                                  | 25 maj 2013       | 3    | 4:18 | Las Vegas,NV, USA                |                               |
| Förlust  | 16–3  | Cain Velasquez        | TKO (slag)                  | UFC 166                                  | 19 oktober 2013   | 5    | 3:09 | Houston, TX, USA                 | Titelmatch i tungvikt.        |
| Vinst    | 17–3  | Stipe Miocic          | Domslut (enhälligt)         | UFC on Fox: dos Santos vs. Miocic        | 13 december 2014  | 5    | 5:00 | Phoenix, AZ, USA                 |                               |
| Förlust  | 17–4  | Alistair Overeem      | TKO (slag)                  | UFC on Fox: dos Anjos vs. Cerrone 2      | 19 december 2015  | 2    | 4:43 | Orlando, FL, USA                 |                               |
| Vinst    | 18–4  | Ben Rothwell          | Domslut (enhälligt)         | UFC Fight Night: Rothwell vs. dos Santos | 10 april 2016     | 5    | 5:00 | Zagreb, Kroatien                 |                               |
| Förlust  | 18–5  | Stipe Miocic          | TKO (slag)                  | UFC 211                                  | 13 maj 2017       | 1    | 2:22 | Dallas, TX, USA                  | Titelmatch i tungvikt.        |
| Vinst    | 19–5  | Blagoy Ivanov         | Domslut (enhälligt)         | UFC Fight Night: dos Santos vs. Ivanov   | 14 juli 2018      | 5    | 5:00 | Boise, ID, USA                   |                               |
| Vinst    | 20–5  | Tai Tuivasa           | TKO (slag)                  | UFC Fight Night: dos Santos vs. Tuivasa  | 1 december 2018   | 2    | 2:30 | Adelaide, Australien             |                               |
| Vinst    | 21–5  | Derrick Lewis         | TKO (slag)                  | UFC Fight Night: Lewis vs. dos Santos    | 9 mars 2019       | 2    | 1:58 | Wichita, KS, USA                 |                               |
| Förlust  | 21–6  | Francis Ngannou       | TKO (slag)                  | UFC on ESPN: Ngannou vs. dos Santos      | 29 juni 2019      | 1    | 1:11 | Minneapolis, MN, USA             |                               |
| Förlust  | 21–7  | Curtis Blaydes        | TKO (slag)                  | UFC Fight Night: Blaydes vs. dos Santos  | 25 januari 2020   | 2    | 1:06 | Raleigh, NC, USA                 |                               |
| Förlust  | 21–8  | Jairzinho Rozenstruik | TKO (slag)                  | UFC 252                                  | 15 augusti 2020   | 2    | 3:47 | Las Vegas, NV, USA               |                               |
| Förlust  | 21–9  | Ciryl Gane            | TKO (armbågar)              | UFC 256                                  | 12 december 2020  | 2    | 2:34 | Las Vegas, NV, USA               |                               |